# Пожежа в Соборі Паризької Богоматері
15 квітня 2019 року, незадовго до 18:50 CEST, сталася пожежа в Соборі Паризької Богоматері, завдавши значної шкоди будівлі. Зруйнувався соборний шпиль і дах, було завдано значної шкоди інтер'єру, верхнім стінам і вікнам церкви. Кам'яне склепіння під покрівлею даху зупинило поширення пожежі. Президент Емманюель Макрон пообіцяв відновити собор, розпочато національну кампанію зі збору коштів.

## Передумови

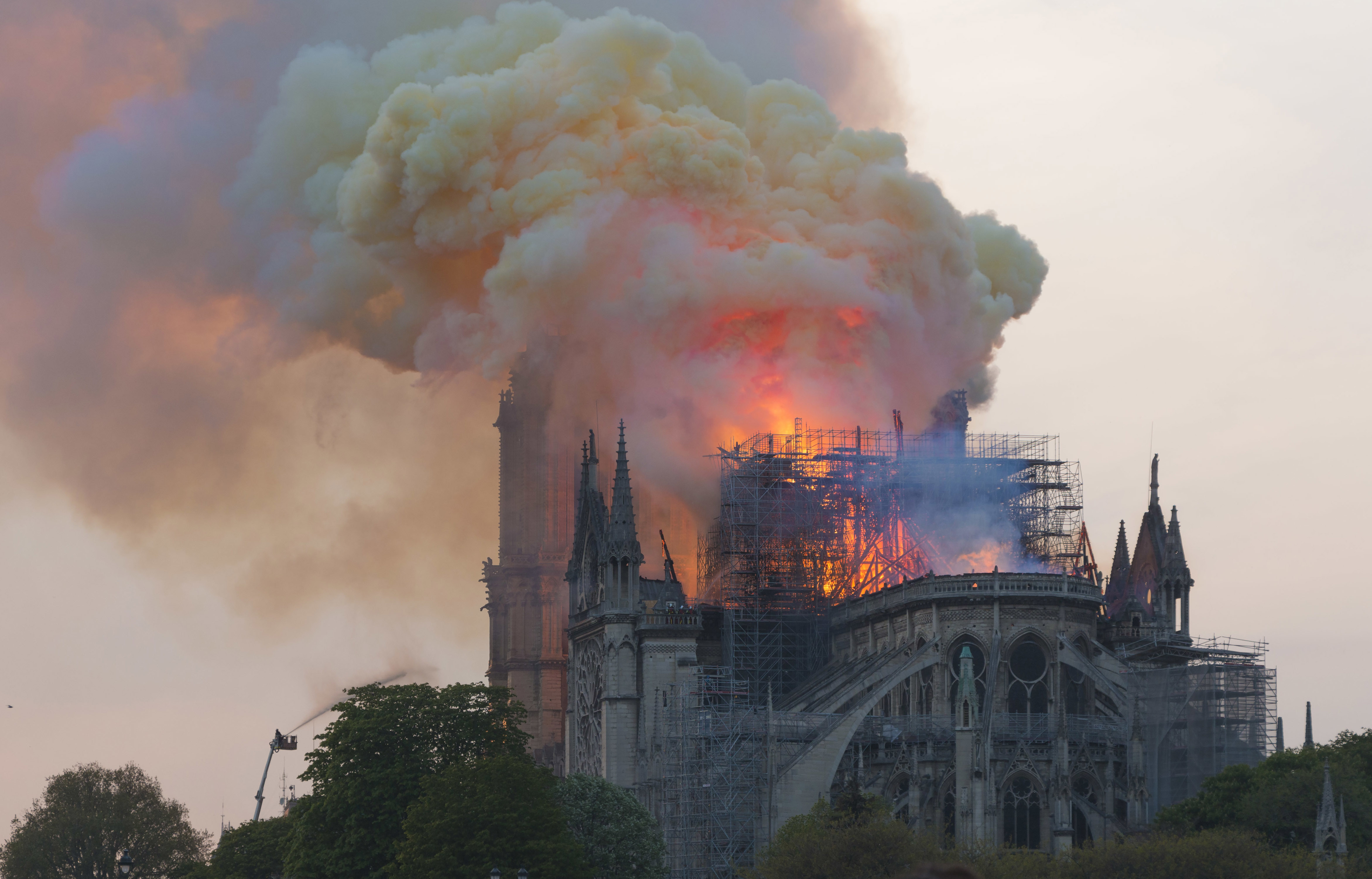
На Соборі велися реставраційні роботи під час пожежі, як це видно по риштуванню навколо залишків шпиля.

Будівництво Собору Паризької Богоматері (Паризька Богородиця, тобто Діва Марія) почалося в XII-му столітті, використовуючи кам'яну кладку для структурної підтримки та дерево для основних дахів і його знакового шпилю. Шпиль був зроблений у дев'ятнадцятому столітті з дуба та був укритий свинцем; оригінальний шпиль був видалений у 1786 році.
Останніми роками собор почав демонструвати значну втому, відколювалися фрагменти. Філіп Вілньов, головний архітектор історичних пам'яток у Франції, заявив у липні 2017 року, що «найбільшим винуватцем є забруднення». Посадовці собору оцінили, що їм потрібно всього 185 мільйонів американських доларів на ремонт по відновленню будівлі. Французький уряд вважав, що собор потребує утримання та відновлення, а в 2018 році прийняв надзвичайну апеляцію на 50 мільйонів доларів США на ремонт. Під час пожежі на шпилі відбувалися ремонтні роботи, які оцінювалися в 6,8 млн доларів. Сталеве риштування було споруджено навколо дахів. Кам'яні, мідні та бронзові статуї, у тому числі статуї дванадцяти апостолів, були вилучені з собору до початку пожежі під час підготовки до ремонту.

## Перебіг подій

### Початок пожежі

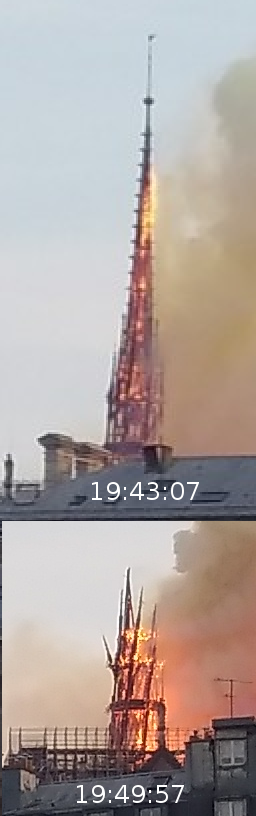
Падіння шпилю, біля 19:45 CEST

За оцінками, вогонь почався на горищі собору, близько 18:50 CEST, наприкінці дня, коли собор був відкритий для туристів. Меса була запланована в цей час, між 18:15 і 19:00. За даними тих, хто був на місці події, двері собору були раптово закриті для них, коли вони намагалися увійти, і білий дим почав поширюватися з даху.
Білий дим перетворився на чорний, що вказує на те, що в соборі був великий вогонь. Поліція та відповідні за надзвичайні ситуації швидко евакуювали острів Сіте, а місто закрило доступ до острова. Багато людей зібралися на протилежних берегах Сени і в сусідніх будівлях, щоб подивитися подію.

### Гасіння пожежі
Було задіяно 400—500 пожежників. Відповідальні за надзвичайні ситуації намагалися зберегти мистецькі та релігійні артефакти, що зберігалися в соборі. За словами прес-секретаря собору, деякі роботи вже були видалені до реконструкції, тоді як більшість святих реліквій тримали в його ризницях, які навряд чи були пошкоджені вогнем. Станом на 22:50, за даними паризької поліції, пожежа не призвела до людських жертв. Принаймні один пожежник був серйозно поранений, намагаючись припинити вогонь.

### Пошкодження

Схематичний поперечний розріз, що показує трикутний дерев'яний каркас даху (жовтий, вище) і вигнуту кладку склепіння нижче.
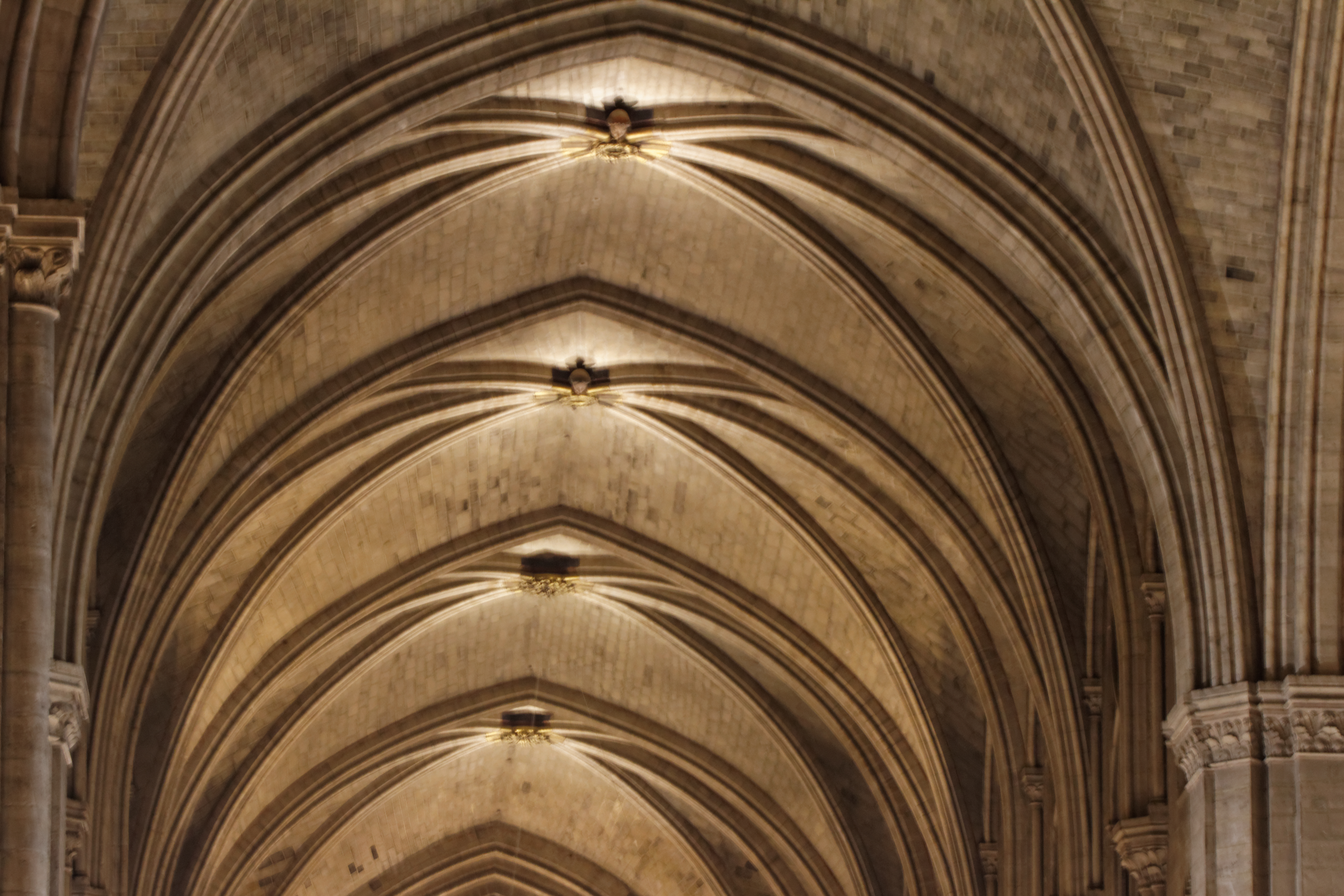
Вигнута кладка склепінь, вид знизу, в інтер'єрі церкви, перед вогнем.
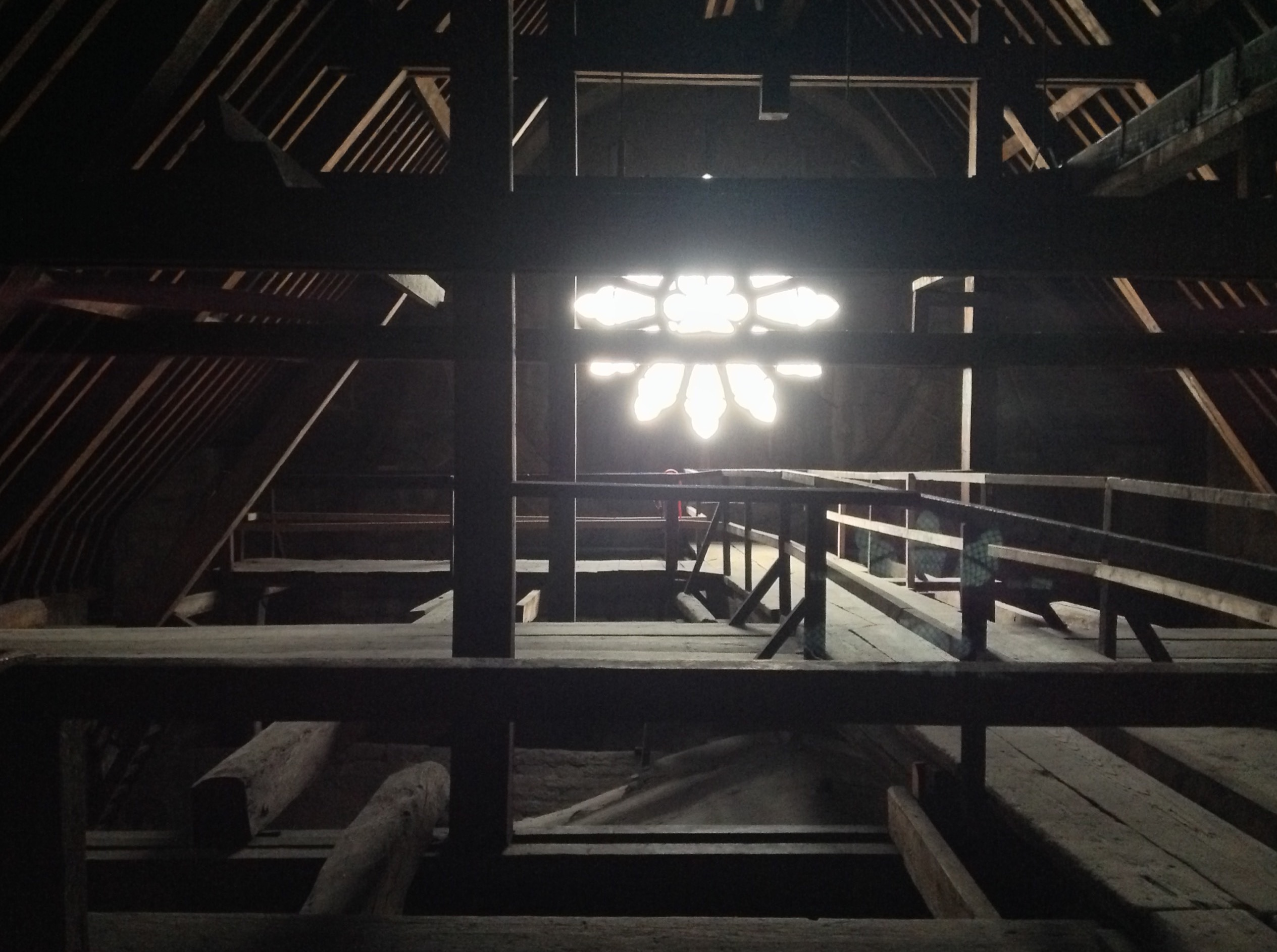
Трикутна зовнішня форма даху, перед пожежею.
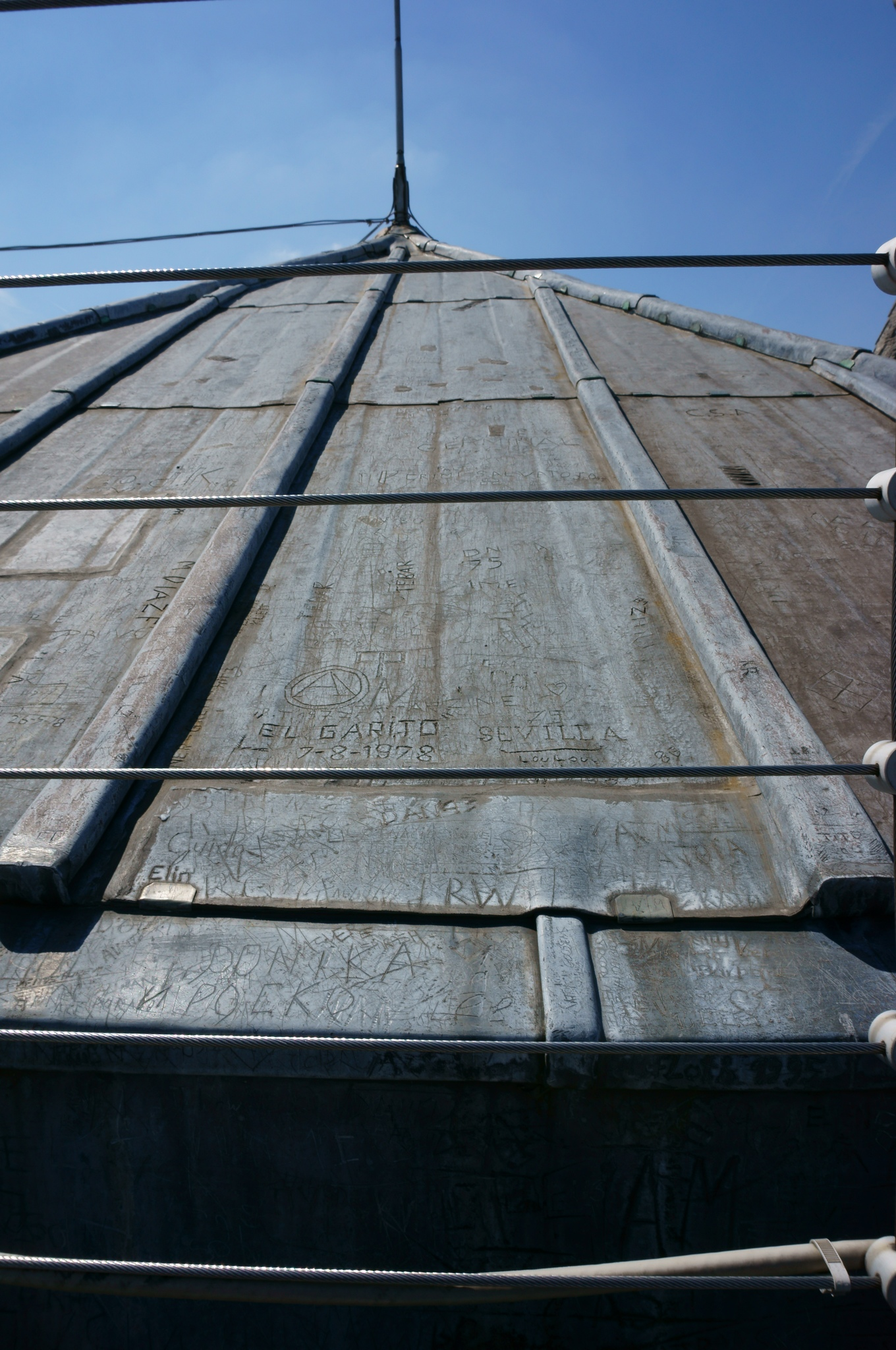
Покрівельний лист з зовнішньої сторони дерев'яної структури. Розплавлений свинець потрапив в інтер'єр собору, створюючи небезпеку для пожежників.

Через годину після того, як почало спостерігатися полум'я, покритий свинцем дерев'яний дах собору, у тому числі його центральний шпиль, був охоплений вогнем, що стало причиною його обвалення на склепіння собору. Велика частина дерев'яних конструкцій, які зайнялися, були «лісом» собору: деревину з приблизно 21 гектара (0,21 км²) дуба зрізали для будівництва собору в XII і XIII століттях. Приблизно 210 тонн свинцевого листа над деревиною завершали дах собору. Розплавлений свинець створював небезпеку для пожежників.
Існувало побоювання, що дерев'яний дах, що руйнувався, може пошкодити камінь склепіння, який утворює стелю собору і підтримує стіни зсередини. Якщо б кладка склепіння зруйнувалося, шкода була б значно гіршою. Один представник заявив, що «[вся конструкція] горить … нічого не залишиться». Склепіння в основному залишилося непошкодженим і продовжувало підтримувати палаючу деревину даху після її обвалення, запобігаючи падінню палаючого даху всередину нави собору. Деякі отвори в склепінні були зроблені падінням деревини.
Близько 23:15 CEST, чиновник з Міністерства внутрішніх справ Франції повідомив, що пожежа послабилася і що «обидві вежі собору у безпеці». Первинна структура, включаючи обидві башти, і одну третину даху залишились стояти. Північне вікно у вигляд троянди залишається непошкодженим. Перші фото, зроблені всередині собору після пожежі, показали, що більшість каменів склепіння залишилася на місці, але деякі ділянки звалилися, дозволяючи палаючому сміттю падати униз.
Твори мистецтва, реліквії та інші предмети антикваріату, що зберігаються в соборі, включають в себе терновий вінець, що Ісус носив перед розп'яттям, частину Животворного Хреста, на якому був розп'ятий Ісус, багато реконструйований орган Арістіда Кавайе-Коля, вітражі, статуя Паризької Богоматері і немовляти Ісуса, бронзові статуї дванадцяти апостолів. За винятком статуй, які були у сховищі, першими артефактами, які були виручені від вогню, були терновий вінець та туніка Св. Людовика. Станом на 23:31 CEST, ці дві реліквії, а також бронзові статуї, які були переміщені до пожежі, є єдиними з тих, що були збережені від вогню.

### Можливі наслідки
Середньовічні кам'яні склепіння мали на меті захистити наву від пожеж на даху. Дахові ферми з деревини, просочені смолою і захищені свинцем, були відомі як легкозаймисті, і подібні собори втратили свої дахи в минулому. Реймський собор, наприклад, втратив дах у пожежі під час Першої світової війни; пізніше дах був реконструйований із бетонними фермами. Проте, інші собори були повністю зруйновані в пожежах. Свинець, що тане на склепінні, може розбалансувати його та викликати його руйнування. Вапняк, з якого собор побудований, також може тріснути в жарі, особливо якщо його раптово охолодять водою.

## Розслідування
Протягом декількох годин Паризька прокуратура відкрила розслідування пожежі, під керівництвом Управління Паризької поліції. Причина пожежі відразу не була відома, але інцидент трактувався як випадковий. Розслідування більш за все запідозрило випадок «випадкового знищення вогнем», але офіційні особи нічого не виключають, повідомивши, що занадто рано знати причину пожежі.
Станом на вересень, п'ять місяців після пожежі, слідчі думали, що причиною пожежі радше був електричний нелад ніж цигарка. Очікувалось, що визначення точного місця де пожежа почалась займе набагато більше часу і роботи.

## Реакція
Кілька груп натовпу спостерігали за пожежею. Мер Парижа, Анн Ідальго, описала пожежу як «страшну».

Спеціаліст із середніх віків Клод Говард стверджувала, що не вистачало коштів на утримання, кажучи:
Поточні роботи, нарешті, почалися — це було вчасно і, можливо, навіть трохи пізно. Я була біля шпилю (перед початком реконструкції), і частина цегляної кладки була роз'єднана, утримувалася на решітці, щоб запобігти її падінню.
Світові лідери та уряди висловили свій сум і співчуття французькому народу і владі, голова Європейської ради Дональд Туск, канцлер Німеччини Ангела Меркель, прем'єр-міністр Великої Британії Тереза Мей, президент США Дональд Трамп, генеральний секретар ООН Антоніу Гутерреш, президент Європейської комісії Жан-Клод Юнкер, та багатьох інших.
Міністр культури України Євген Нищук заявив, що пожежа «…це величезний удар для історії, культури не лише Парижу, а й усієї Європи та світу.
Робота Мінкультури — збереження для прийдешніх поколінь усіх культурних та історичних пам‘яток, мистецького надбання, яким володіє Україна.
І ми, як країна, яка втрачає спадщину на окупованих територіях як ніхто інший знає, як боляче спостерігати це наживо.
Сподіваємось, що пожежникам вдасться врятувати і не дати зникнути з культурної мапи світу надзвичайну пам‘ятку. Від себе хочу наголосити, що готові максимально швидко направити своїх кращих фахівців та реставраторів для робіт з відновлення Собору!».

## Відновлення

### Збір коштів
Президент Еммануель Макрон оголосив, що собор буде відбудований і що буде запущений міжнародний збір коштів.
Французький підприємець і мільярдер Франсуа-Анрі Піно пообіцяв підтримати відновлення Нотр-Даму з 100 млн євро фінансування, яке буде виплачено інвестиційною компанією його сім'ї Groupe Artémis.
На кінець квітня 2019 року було зібрано понад $1 млрд.

### Реставрація
Реставрація Нотр-Даму тривала п'ять років і на кінець 2024 року — практично завершена. Після відкриття собору ще три роки буде тривати реставрація апсиди та контрфорсів.
7 грудня 2024 року Собор Паризької Богоматері знову відчинив двері для відвідувачів і богослужінь.